# Compagnia petrolchimica nazionale iraniana
La Compagnia petrolchimica nazionale iraniana (in persiano شرکت ملی صنایع پتروشیمی ایران‎, in inglese National Iranian Petrochemical Company, acronimo NIPC) è una sussidiaria del Ministero del petrolio, è di proprietà statale della Repubblica Islamica dell'Iran. È responsabile dello sviluppo e delle operazioni del settore petrolchimico del paese. Fu fondata nel 1964 e cominciò le sue attività con l'impianto di Shiraz. Oggi, l'NIPC è la seconda maggior produttrice ed esportatrice di petrolchimici del Medio Oriente. Dalla sua nascita, non solo ha aumentato il raggio e il volume della sua produzione, ma ha anche investito nella ricerca e sviluppo in modo da rendersi maggiormente autonoma.
Due zone economiche situate sulla costa nord del Golfo Persico sono state sviluppate in modo da diventare la sede dei nuovi progetti dell'NIPC. Queste due zone godono di un buon accesso alle materie prime, alle infrastrutture industriali, ai mercati nazionali ed esteri e alla manodopera specializzata. Nonostante le pressioni esercitate sull'Iran riguardo al programma nucleare, Tehran si aspetta di vedere un aumento dell'esportazione di petrolchimici dai 5.5 miliardi di dollari del 2007 a un totale che sfiora i 9 miliardi di dollari nel 2008.

## Storia
L'industria petrolchimica iraniana nasce nel 1963. Il primo complesso industriale per produrre fertilizzanti fu fondato quell'anno. Nel 1977 (considerato l'anno dell'inizio dello sviluppo dell'industria petrolchimica in Iran) le zone industriali di: Razi, Abadan, Khark, Al-Farabi, Bandar-e Emam Khomeyni, una fase complementare di Shiraz e Ahvaz divennero operativi.
A causa della guerra del Golfo, lo sviluppo dell'industria petrolifera iraniana subì un rallentamento dal 1978 al 1989. Nel 1989 i prodotti petrolchimici del paese raggiunsero i 2.4 milioni di tonnellate all'anno.
Dal 1989 al 1999 l'industria petrolchimica cominciò a ristrutturarsi e rivitalizzarsi. Furono costruiti i complessi petrolchimici di Isfahan, Arak, Khorasan, Urmia e Tabriz, mentre Bandar-e Emam Khomeyni fu ampliato. Questo accadeva alla fine del Country Second Development Plan e i prodotti petrolchimici superarono i 12 milioni di tonnellate all'anno.
Il quarto periodo - chiamato stabilizzazione e periodo di crescita del sud - cominciò nel 1999 e continua tuttora.
Nouri (Borzouyeh), Pars, Jam, Zagros, Pardis, e Mehr sono complessi universalmente noti per la produzione di prodotti petrolchimici e polimeri.

## Attività principali
Le attività principali della NIPC sono la produzione, la vendita, la distribuzione e l'esportazione di chimici e petrolchimici. Al momento possiede 56 società sussidiarie, inclusi 9 complessi produttivi e 18 compagnie di progettazione, la NIPC opera come compagnia madre gestendo le decisioni politiche, la pianificazione, la direzione e la supervisione sulle attività delle sue società controllate e collegate.
Alla fine del 2009, la produzione annuale di petrolchimici arrivò a 34 milioni di tonnellate. Nel 2010, l'Iran produce il 12% del totale della produzione del Medio Oriente, secondo dietro l'Arabia Saudita.
Il punto fondamentale degli ultimi anni riguarda lo sviluppo dei prodotti che usano il gas naturale come materia prima; in particolare, il metanolo, l'etanolo, il propano e il butano.
| Prodotto              | Valore interno - Quantità/Valore (2003)      | Esportazione - Quantità/Valore (2003)        |
| --------------------- | -------------------------------------------- | -------------------------------------------- |
| Chimici               | 749 / 232                                    | 804 / 217                                    |
| Fertilizzanti         | 896 / 99                                     | 2069 / 138                                   |
| Polimeri              | 105 / 76                                     | 842 / 555                                    |
| Composti aromatici    | 335 / 172                                    | 167 / 73                                     |
| Benzina & idrocarburi | 2459 / 646                                   | 683 / 140                                    |
| Totale:               | 4544 centinaia di tonnellate / $1225 milioni | 4565 centinaia di tonnellate / $1123 milioni |

### Prodotti principali
L'Iran ha diversificato la produzione con più di 70 prodotti diversi.
- Metanolo: l'Iran ha un ruolo fondamentale nel soddisfare la domanda mondiale di etanolo. Attualmente l?iran ha una capacità produttiva di più di 5 milioni di tonnellate di metanolo, che costituisce il 10% della domanda mondiale. Di questa quantità circa il 90% è esportato.[3]
- Etano: in aggiunta, l'Iran ha un vantaggio competitivo nell'industria petrolchimica a causa delle sue vaste riserve di gas naturale. Nella regione di 'Asalūyeh, vicino all'impianto di South Pars nel Golfo persico, l'Iran è in grado di trasformare il gas grezzo in etano (un materiale grezzo per l'industria petrolchimica) per poi trasformarlo a sua volta in prodotti petrolchimici con un margine lordo dell'88%. Nel 2009 l'Iran consumò il 95% del gas naturale prodotto in casa.[3]

## Espansione dell'industria petrolchimica
Nel 1989 il Dipartimento di Pianificazione e Sviluppo del NIPC iniziò, con l'aiuto di altre istituzioni affini, uno studio a lungo termine su un Piano Strategico per lo Sviluppo dell'Industria Petrolchimica in Iran (Strategic Plan for the Development of the Petrochemical Industry in Iran). Considerando fattori nazionali e internazionali, come il mercato locale, le potenzialità di esportazione, la disponibilità di materie prime e la redditività, sviluppò un piano di 25 anni, con 5 fasi di sviluppo.
Il Business Monitor International (BMI) stimò che nel 2009, le esportazioni petrolchimiche iraniane sarebbero arrivate a 7.9 miliardi di dollari, il 32% maggiori rispetto all'anno precedente. L'Iran spera di implementare 47 nuovi impianti petrolchimici entro il 2015 ad un costo stimato di 25 miliardi di dollari, aggiungendo così 43 milioni di tonnellate di capacità annuale. Quando il progetto sarà operativo, l'Iran rappresenterà il 5,3% dell'output mondiale di prodotti petrolchimici e il 36% della produzione del Medio Oriente. Il Ministero del petrolio iraniano ha previsto una produzione annuale di 11,5 milioni di tonnellate di etilene, 11,5 milioni di tonnellate di polimeri, 3,4 milioni di tonnellate di urea, con lo scopo di diventare il leader mondiale nella produzione di metano con una capacità annuale di 7,5 milioni di tonnellate, che rappresenta il 18% della capacità globale.
La capacità annuale dell'NIPC supererà le 100 milioni di tonnellate nel 2015 da una capacità stimata nel 2010 di 50 milioni di tonnellate, diventando così il secondo maggior produttore chimico dopo la Dow Chemical, con l'Iran che ospita uno dei più grandi complessi chimico-industriali del mondo.
La Jam Petrochemical Complex (JPC) è attualmente la maggior produttrice di etilene al mondo.

## Ricerca & Sviluppo
L'NIPC sta investendo molte risorse in ricerca e sviluppo: questo comprende anche la realizzazione di progetti comuni di ricerca con istituzioni locali e università; un contatto continuo con i centri di ricerca locali ed esteri e un progetto di una struttura di ricerca specifica.

## Privatizzazione
la collaborazione tra locale e straniero è essenziale per la crescita dell'industria petrolchimica in Iran. Le politiche per incoraggiare il settore privato a partecipare includono la vendita delle azioni della NIPC al settore privato sia all'interno che all'esterno dell'Iran; il supporto degli investimenti privati locali nell'industria petrolchimica; il supporto delle imprese ingegneristiche e delle compagnie produttive; l'assegnazione delle parti ingegneristiche, e molti dei lavori di costruzione, al settore privato  locale; e la promozione dell'investimento del settore privato nei nuovi impianti produttivi.
La NIPC ha pianificato di privatizzare 17 compagnie sussidiarie alla fine del 2007. Tutte el azioni delle imprese petrolchimiche nazionale saranno offerte al pubblico nella forma di holding alla fine del 2010.

### Prezzo delle materie prime
Per molti anni, le compagnie petrolchimiche iraniane hanno goduto del significativo sconto del governo sulle loro materie prime, rispetto al prezzo globale. Anche con la parziale rimozione dei sussidi governativi sul gas naturale come parte della riforma economica, queste compagnie rimangono altamente competitive e mantengono i loro vantaggi.
Secondo la riforma economica del 2010, dal 2015 le compagnie petrolchimiche, che usano il gas naturale come materia prima (piuttosto che il petrolio), non pagheranno più del 65% del prezzo medio di esportazione (piuttosto del 75% a carico della popolazione generale) per un periodo di 10 anni.

## Compagnie affiliate
| Compagnia                                                                                      | Luogo                                     | Anno di fondazione | Impiegati | Produzione (2009) | Costi                                                   | Note |
| ---------------------------------------------------------------------------------------------- | ----------------------------------------- | ------------------ | --------- | --- | ------------------------------------------------------- | --- |
| Khorasan Petrochemical Co.                                                                     | Khorasan                                  | 1996               |           | fertilizzanti tra cui urea, ammoniaca e melammina |                                                         | privatizzazione. |
| Tabriz Petrochemical Co. Archiviato il 2 marzo 2010 in Internet Archive.                       | Tabriz                                    | 1989               | 978       | petrolchimici tra cui etilene e propilene | nuovi progetti: $35 milioni                             | |
| Isfahan Petrochemical Co.                                                                      | Isfahan                                   |                    |           | |                                                         | privatizzazione. |
| Arak Petrochemical Co.                                                                         | Arak                                      | 1987               | 1,898     | petrolchimici tra cui etilene e propilene |                                                         | una delle maggiori privatizzazioni. on TSE Affiliate companies: Bakhtar - Andimeshk, Chahar Mahal Bakhtiari, Gachsaran, Hamedan, Kermanshah, Kordestan, Lorestan, Mahabad, Mamasani, Miandoab, Kavian, Dehdasht. |
| Kharg Petrochemical Co.                                                                        | Kharg                                     |                    |           | |                                                         | una delle maggiori privatizzazioni. on TSE |
| Shiraz Petrochemical Co.                                                                       | Shiraz                                    | 1959               | 2,261     | fertilizzanti tra cui urea, ammoniaca e metanolo |                                                         | affiliata a: Kermanshah petrochemical co. |
| Razi Petrochemical Co. Archiviato il 28 agosto 2010 in Internet Archive.                       | vicino a Bandar-e Emam Khomeyni e Petzone | 1968               | 2,100     | fertilizzanti tra cui urea, ammoniaca, acido fosforico e acido solforico |                                                         | Connessa al programma nucleare e missilistico. Privatizzazione. Dal 2008 è posseduta da un consorzio turco. |
| Orumiyeh Petrochemical Co.                                                                     | Orumiyeh                                  | 1995               |           | petrolchimici tra cui melammina, solfato di ammonio e carbonato di ammonio |                                                         | privatizzazione. |
| Compagnia petrolchimica Bandar Imam (precedentemente nota come "Iran Japan Petrochemical Co.") | Bandar-e Emam Khomeyni (Petzone)          | 1973               |           | produzione e vendita di benzina e petrolchimici, polimeri e chimici aromatici |                                                         | affiliate: Ab Niroo, Basparan, Faravaresh, Kharazmi, Kimia. |
| NIPC International Co.                                                                         |                                           |                    |           | |                                                         | |
| Petrochemical Commercial Co. (PCC) Archiviato il 7 febbraio 2011 in Internet Archive.          |                                           |                    |           | vendita di prodotti petrolchimici nei mercati internazionali, ma anche fornitore delle industrie iraniane del sud                                                                                                |                                                         | affiliate in Inghilterra, Germania (Intra-Chem Trading Co.), Cina, Singapore, India, Corea del Sud e Turchia. |
| Bu-Ali Sina Archiviato il 9 agosto 2010 in Internet Archive.                                   | Bandar-e Emam Khomeyni (Petzone)          |                    |           | benzene, para xilene, orto-xilene, LPG, pentene, composti aromatici pesanti e nafta |                                                         | Uno dei più grossi impianti petrolchimici in Iran. |
| Arvand Project                                                                                 | Bandar-e Emam Khomeyni (Petzone)          | 2010               |           | 300.000 tonnellate di polivinilcloruro (PVC), 660.000 tonnellate di soda caustica, 340.000 tonnellate di vinilcloruro e 890.000 tonnellate di cloruro di etilene alcalini (2.834 milioni di tonnellate all'anno) | $1.612 miliardi                                         | ottavo progetto - da implementare (2009). Arvand è il maggiore produttore di PVC del Medio Oriente. |
| Amir Kabir Project                                                                             | Bandar-e Emam Khomeyni (Petzone)          | 1998               | 700       | petrolchimici incluso polietilene pesante, etilene, propilene | nuovi progetti: $309 milioni                            | privatizzazione. |
| Shahid Tondguyan Petrochemical Co.                                                             | Bandar-e Emam Khomeyni (Petzone)          | 1998               |           | PTA, PET-F, PET-G, PET |                                                         | Una delle più grandi compagnie in Iran. |
| Khuzestan Petrochemical Co.                                                                    | Bandar-e Emam Khomeyni (Petzone)          | 1997               |           | resina epossidica, policarbonati |                                                         | |
| Non-Basic Services Co.                                                                         |                                           |                    |           | servizi |                                                         | |
| Fajr Petrochemical Co. (Phase. 1)                                                              | Bandar-e Emam Khomeyni (Petzone)          | 1999               |           | elettricità, vapore, azoto, ossigeno, aria, aragon, acqua |                                                         | servizi necessari agli impianti nella Petzone. |
| Mobin Centralized Utility                                                                      | 'Asalūyeh (PSEEZ)                         | 2000               |           | elettricità, vapore, azoto, ossigeno, aria, acqua | $359 milioni                                            | servizi necessari agli impianti nella PSEEZ. |
| Kermanshah Petrochemical Co.                                                                   | Kermanshah                                | 1986               |           | ammonio, urea |                                                         | |
| Bisootun                                                                                       | Bisootun a Kermanshah                     | 1999               |           | LAB, HAB |                                                         | |
| Jam Petrochemical Complex Archiviato il 19 agosto 2010 in Internet Archive.                    | 'Asalūyeh (PSEEZ)                         |                    |           | etilene: 1,320 milioni di metri all'anno che aumenteranno a 4,2 milioni in pochi anni, butadine | nuovi progetti: $148 milioni                            | privatizzazione. Certificazioni: ISO-9001:2000, OHSAS-18001:1999, ISO-14001:2004, IMS. |
| Pardis Petrochemical Complex                                                                   | 'Asalūyeh (PSEEZ)                         | 2000               | 1000      | 1.75 million tonnellate di urea e 680.000 tonnellate di ammonio all'anno | $210 milioni (prima fase) e $450 milioni (seconda fase) | |
| Zagros Petrochemical Complex                                                                   | 'Asalūyeh (PSEEZ)                         | 2004               |           | metanolo (1,650 milioni di tonnellate all'anno) | $341 milioni                                            | Partecipazione di Ghadir Investment Company (Ghadir Urea). Privatizzazione. Zagros Petrochemical è il maggior produttore di metanolo dell'Iran.                                                                  |
| Pars Petrochemical Complex Archiviato il 27 febbraio 2021 in Internet Archive.                 | 'Asalūyeh(PSEEZ)                          | 1998               |           | include etano, propano, butano, gasolio, etilene, benzene e stirene (1,245 milioni di tonnellate all'anno) | $535 milioni                                            | partecipazione in Aryasasol. Compagnia privatizzata. Maggior azionista nel 2010: Armed Forces Pension Fund (SATA)                                                                                                |
| Mehr Petrochemical Plant                                                                       | 'Asalūyeh (PSEEZ)                         |                    |           | petrochimici | $231 milioni                                            | partner: Giappone. |
| Morvarid Petrochemical Plant                                                                   |                                           |                    |           | 500.000 tonnellate all'anno di etilene | $422 milioni                                            | privatizzata. |
| Marun Petrochemical Complex                                                                    | Bandar-e Emam Khomeyni (Petzone)          |                    |           | petrolchimici tra cui polietilene e olefine |                                                         | affiliate: Laleh (LDPE project). Compagnia privatizzata. Maggiore azionista nel 2010: Armed Forces Pension Fund (SATA)                                                                                           |
| Arya Sasol Polymer Co.                                                                         | 'Asalūyeh (PSEEZ)                         | 2009               |           | 400.000 tonnellate di etilene, 90.000 tonnellate di C3, 300.000 tonnellate di polietilene | $3.5 miliardi                                           | Partner: Sudafrica (Sasol). Privatizzata. |
| http://www.bpciran.com/                                                                        | 'Asalūyeh (PSEEZ)                         | 1999               | 380       | 4,5 milioni di tonnellate di petrolchimici, tra cui benzene, gas, composti aromatici pesanti, orto-xilene e para-xilene                                                                                          |                                                         | il più grande complesso al mondo di composti aromatici. |
| Fanavaran Petrochemical Co.                                                                    | Bandar-e Emam Khomeyni (Petzone)          | 1998               |           | 1 milione di tonnellate di metanolo, 140.000 tonnellate di carbone |                                                         | Privatizzata. |
| Abadan Petrochemical Co.                                                                       | Abadan                                    | 1966               |           | PVC, soda caustica, DDB |                                                         | Privatizzata. Vedi anche Abadan Refinery |
| Polica Nowin Industrial Polymers Co.                                                           | Karaj                                     | 2003               |           | |                                                         | privatizzata. |
| Farabi Petrochemical Co.                                                                       | Bandar-e Emam Khomeyni (Petzone)          | 1973               |           | dioctyle phetalat (DOP), phthalic anhydride (PA) |                                                         | privatized co. |
| Iran-Carbon                                                                                    | Ahwaz                                     | 1974               |           | carbone fossile |                                                         | Privatizzata. Certificazione: ISO-14001: 2004, ISO-9001: 2000. |
| Petrochemical Development & Management Co.                                                     |                                           |                    |           | servizi |                                                         | |
| Rahavaran Fonoon Petrochemical company                                                         | vicino a Bandar-e Emam Khomeyni e Petzone | 1998               |           | servizi di formazione |                                                         | |

## Investimenti esteri
In accordo con la politica del governo sul rapido sviluppo dell'industria petrolchimica, sono state fatte molte cose per rendere gli investimenti stranieri più appetibili in questa industria. Queste azioni governative comprendono la costituzione di una zona economico-industriale speciale, con tasse e tariffe agevolate, garanzia del capitale e del trasferimento dei profitti, e fornendo le infrastrutture e i servizi necessari alle operazioni commerciali e industriali.
La disponibilità di forza lavoro altamente specializzata a basso costo, materie prime economiche e un mercato interno ridimensionabile, sono fattori a favore dell'Iran che attraggono investitori esteri.

### Zona economica speciale
Per garantire un ambiente in grado di attrarre investimenti nazionale e stranieri nell'industria petrolchimica, NIPC si è mossa per sviluppare due zone economiche speciali, una a Bandar-e Emam Khomeyni nella città di Mahshahr chiamata Petrochemical Special Economic Zone (Petzone) e una seconda a 'Asalūyeh chiamata Pars Special Economic/Energy Zone (PSEEZ).

## Petrochemical Exporting Countries Forum (PECF)
L'Iran ha proposto la creazione del Petrochemical Exporting Countries Forum (PECF) che si propone di coordinare e sviluppare il coordinamento tecnologico e finanziario tra i membri, come il prezzo sui prodotti e le politiche di mercato. Secondo l'amministratore delegato della NIPC, Abdolhossein Bayat, Iran, Arabia Saudita, Emirati Arabi Uniti, Russia, Qatar, e Turchia sono potenziali membri della PECF.